# Retrato de hombre desconocido en un paisaje
El Retrato de desconocido en un paisaje es una pintura al óleo sobre tabla de 38 x 27 cm de Hans Memling, datada en 1480-1490 y conservada en la Galería de los Uffizi de Florencia.

## Historia
La obra fue comprada por el abad Luigi Celotti atribuida a Antonello da Messina. Inventariado por primera vez en los Uffizi en 1863, se registró como anónimo flamenco.
Hoy de los cuatro retratos de Memling expuestos en la galería (Retrato de Benedetto Portinari, Retrato de Folco Portinari y Hombre con carta) es considerado el más antiguo, pero también el peor conservado, debido a una grieta vertical.

## Descripción y estilo
Aparece un hombre joven retratado de tres cuartos, girado hacia la izquierda, de medio cuerpo, con una mano descansando sobre un parapeto fingido que coincide con el borde inferior de la obra, una solución a menudo adoptada tanto para irrumpir hacia el espacio real del espectador como para justificar el corte a medias de la figura. El aspecto del personaje hace pensar en un miembro de la rica comunidad florentina local, a juzgar por sus rasgos faciales mediterráneos. La vestimenta atestigua el alto estatus social del retratado: porta un jubón negro con cuello y puños de piel manchada, de guepardo, y en la mano, delicadamente pintada con gran detalle, tiene dos anillos de oro con piedras preciosas.
El fondo paisajístico, novedad introducida por el mismo Memling, muestra una depresión que se abre en un claro con un bosque en el horizonte, con dos árboles altos y frondosos a los lados flanqueando la cabeza.